# Trichothelium alboatrum
Trichothelium alboatrum är en lavart som beskrevs av Vain. Trichothelium alboatrum ingår i släktet Trichothelium och familjen Porinaceae.   Inga underarter finns listade i Catalogue of Life.